# Salinas de Pisuerga
Salinas de Pisuerga ist ein Ort und eine Gemeinde (municipio) mit 329 Einwohnern (Stand: 2024) im Norden der Provinz Palencia in der Autonomen Gemeinschaft Kastilien-León im Norden Spaniens. Zur Gemeinde gehören neben dem Hauptort Salinas de Pisuerga die Ortschaften Monasterio, San Mamés de Zalima, und Renedo de Zalima.

## Lage und Klima
Salinas de Pisuerga liegt südlich der Fuentes Carrionas in einer Höhe von ca. 945 m. Die Provinzhauptstadt Palencia befindet sich ungefähr 95 km (Fahrtstrecke) südlich.

## Bevölkerungsentwicklung
| Jahr      | 1970 | 1981 | 1991 | 2001 | 2011 | 2021 |
| Einwohner | 420  | 319  | 294  | 272  | 421  | 311  |

Die Mechanisierung der Landwirtschaft, die Aufgabe bäuerlicher Kleinbetriebe („Höfesterben“) und der daraus resultierende Verlust an Arbeitsplätzen haben seit der Mitte des 20. Jahrhunderts zu einer Landflucht und zu einem deutlichen Bevölkerungswachstum in den Städten geführt.

## Sehenswürdigkeiten
- Pelagiuskirche
- Kirche Mariä Himmelfahrt in Monasterio
- Michaeliskirche in San Mamés de Zalima

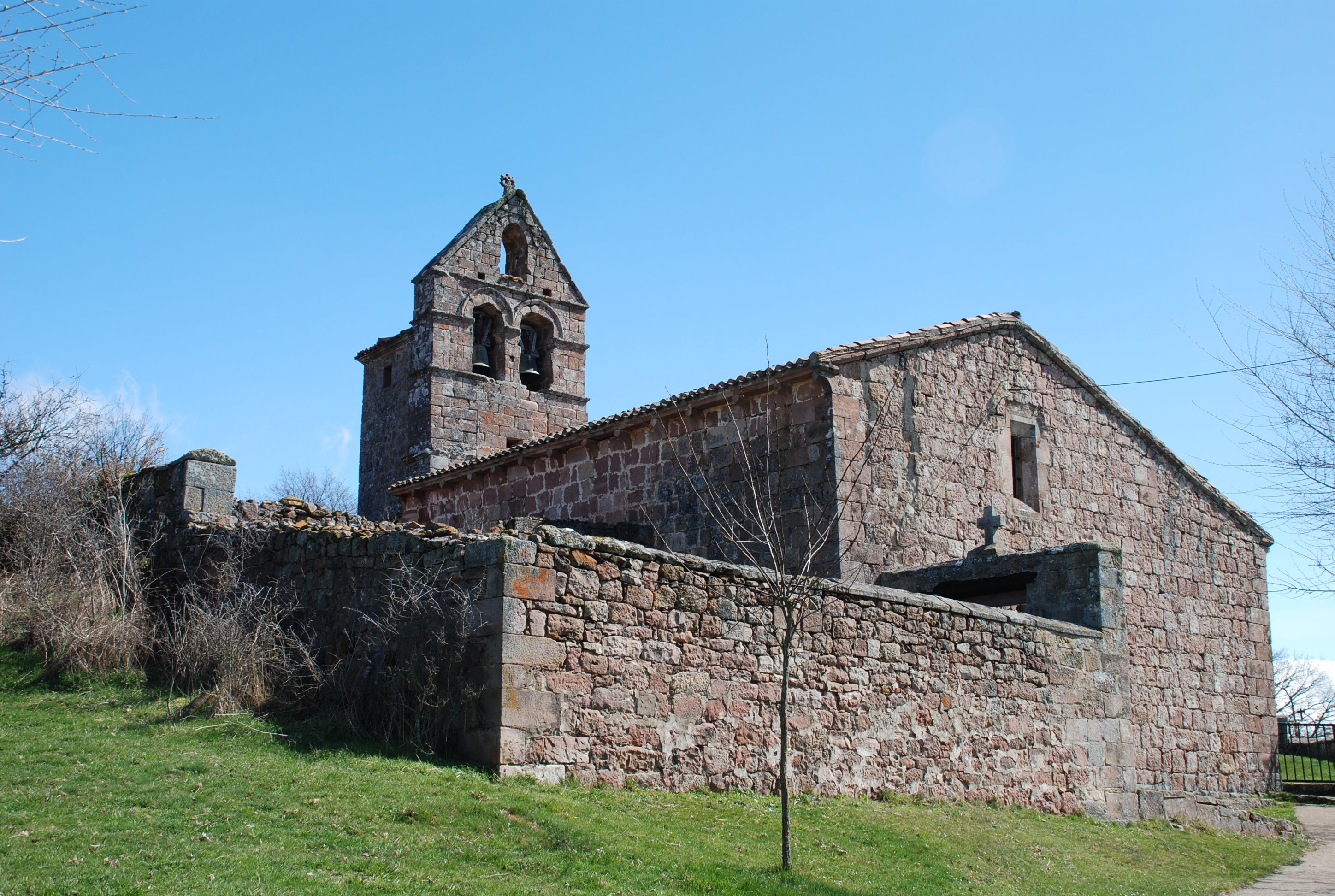
Kirche Mariä Himmelfahrt
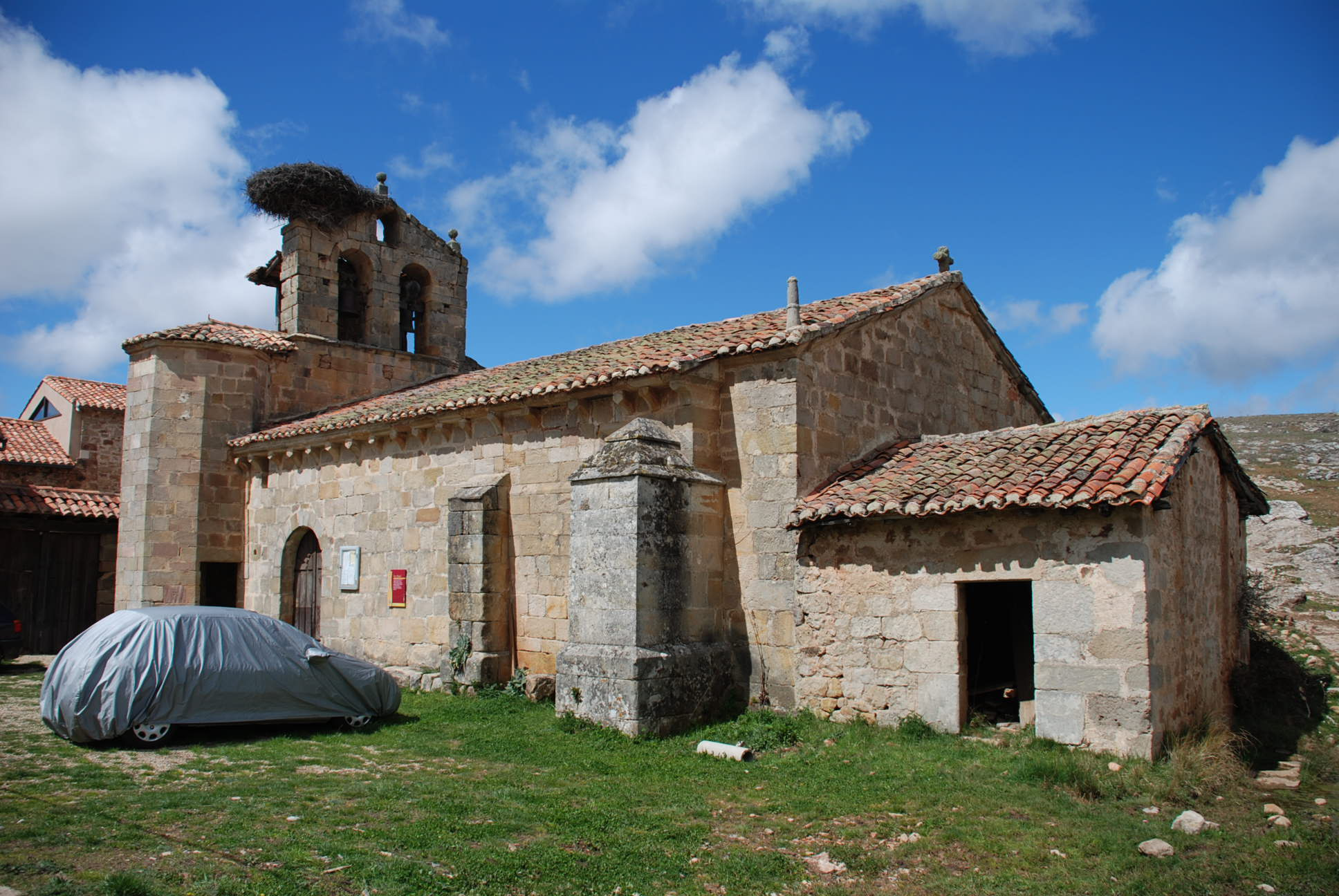
Michaeliskirche
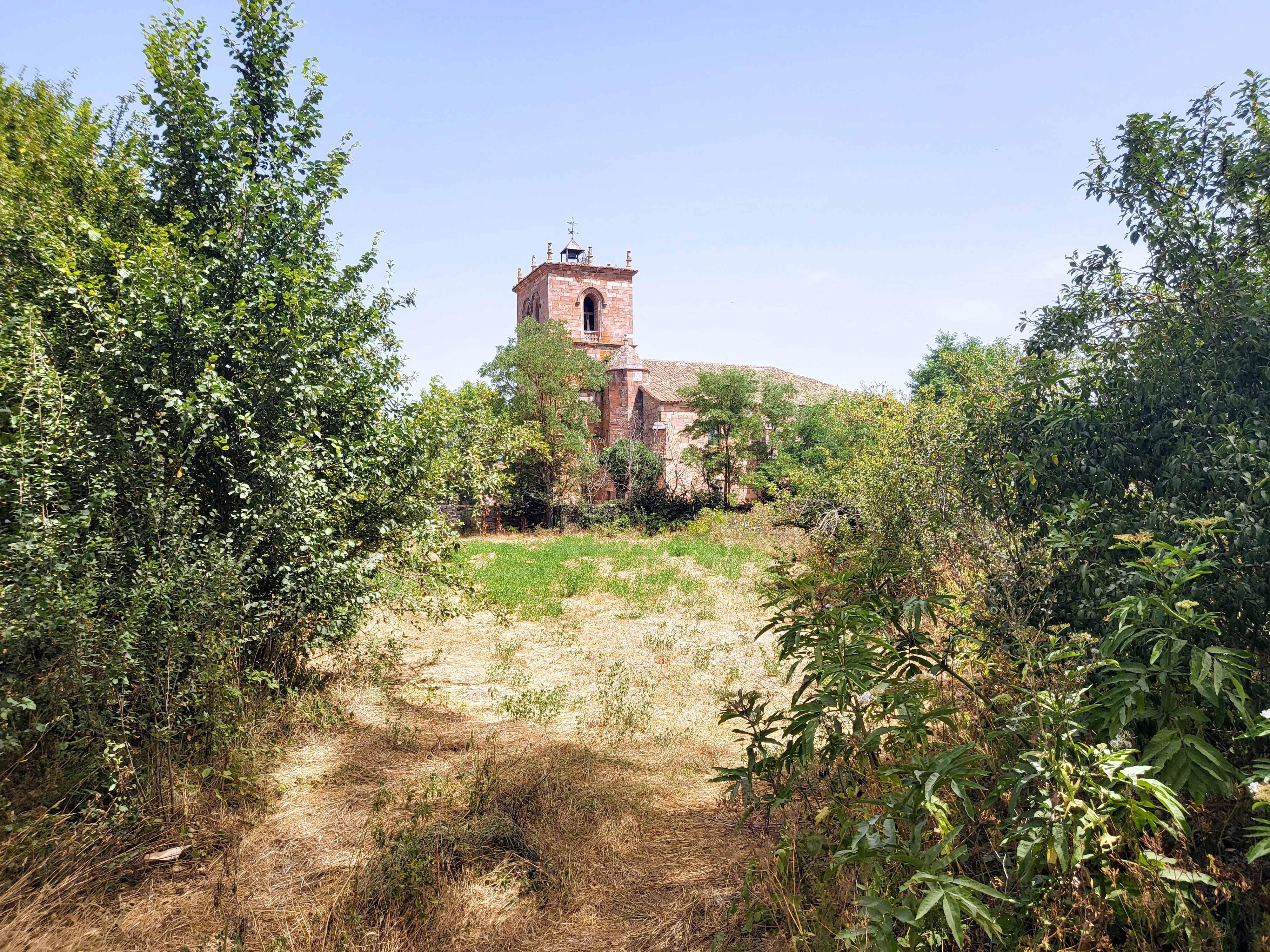
Pelagiuskirche